# 岗脚乡
岗脚乡，是中华人民共和国湖南省郴州市苏仙区下辖的一个乡镇级行政单位。

## 行政区划
岗脚乡下辖以下地区：
岗脚社区、岗脚村、河头村、湾塘村、云凤村、樊家村、南楼村和香草坪村。